# Modisimus montanus
Modisimus montanus là một loài nhện trong họ Pholcidae. Loài này được phát hiện ở Puerto Rico.